# Ivanteyevka

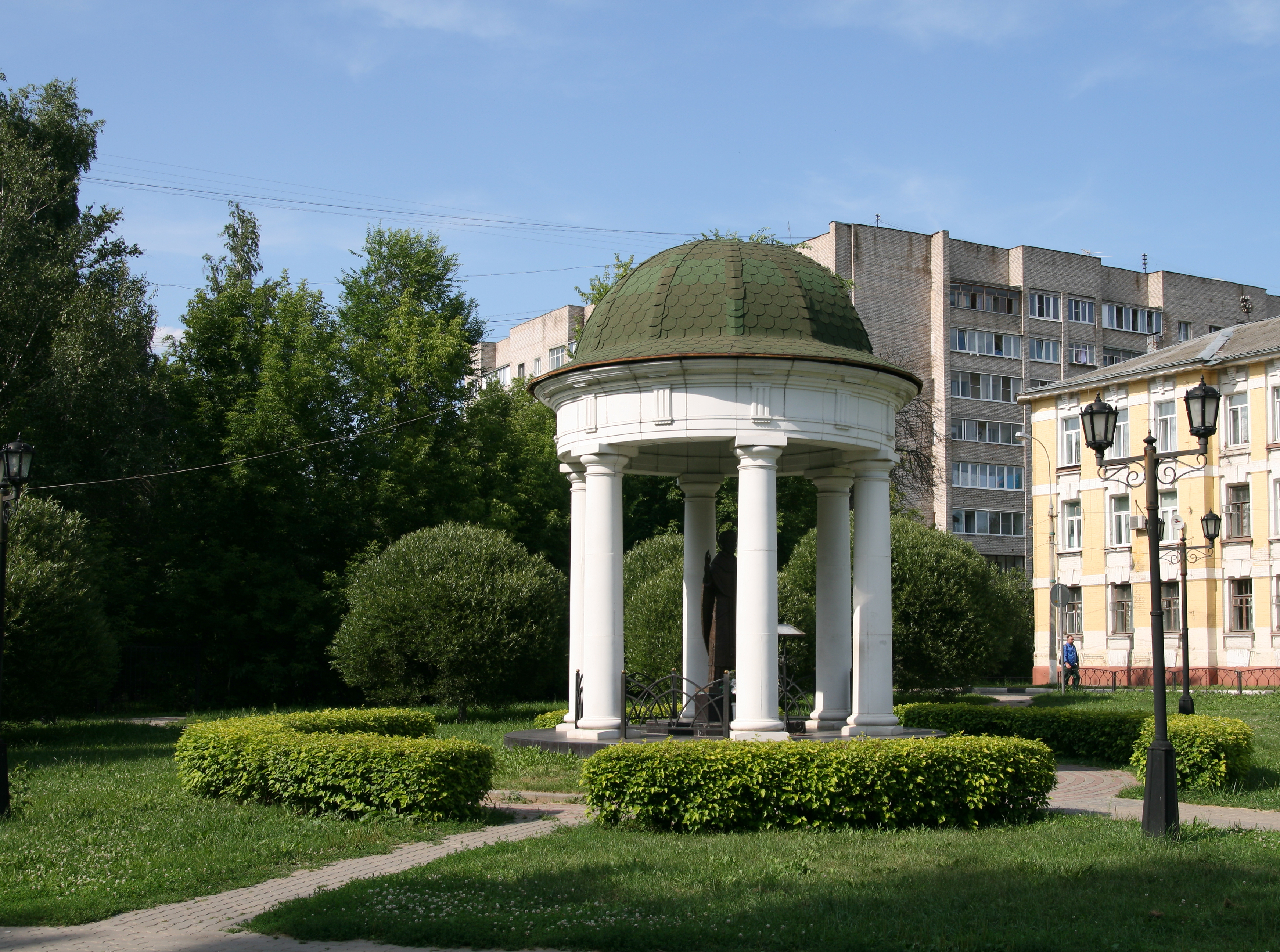
Ivanteyevka StNicolasMonument

Ivanteyevka (tiếng Nga: Ивантеевка) là một thành phố Nga. Thành phố này thuộc chủ thể Moskva Oblast. Thành phố có dân số 51.454 người (theo điều tra dân số năm 2002). Đây là thành phố lớn thứ 319 của Nga theo dân số năm 2002. Dân số qua các thời kỳ:
Các địa phương đô thị
- Ivanteyevka, tỉnh Moskva , một thị trấn ở tỉnh Moskva ; được thành lập về mặt hành chính như một thị trấn thuộc thẩm quyền của tỉnh

Các địa phương nông thôn
- Ivanteyevka, Saratov Oblast , một selo ở quận Ivanteyevka của tỉnh Saratov